# Список умерших в 677 году

## Август
- 9 августа — Константин I — патриарх Константинопольский (674/675 — 677).

## Дата смерти неизвестна или требует уточнения
- Андрей I — герцог Неаполя (672/673 — 677).
- Дрест VI — король пиктов (662—671).
- Кусам ибн Аббас — арабский государственный деятель, проповедник.
- Ротарий, епископ Страсбурга.
- Циби Хэли — военачальник эпохи Тан.